# ماكس ميرهوف
ماكس مِيِّرْهُوف (بالألمانية: Max Meyerhof)‏ Max Meyerhof (1291 - 1364 هـ / 1874 - 1945 م) هو طبيب و مستشرق ألماني.
ولد في مدينة هلدسهيم الألمانية، وتوفي بالقاهرة. من آثاره نشر «الأسماء الطبية» لجالينوس، بالعربية، مع ترجمة ألمانية وشروح وتعاليق شاركه فيها يوسف شخت.